# 白鸞卿
白鸞卿（？—1877年），中國清朝官員，本籍河南。白鷺卿於1860年（咸豐10年）接替于湘蘭，於台灣兩度擔任台灣府台灣縣知縣。管轄約今台灣南部之嘉義縣、嘉義市、台南縣、市全境及高雄縣部份區域。該區域面積約為4500平方公里，也是清治時期台灣島之漢人集中地所在。曾參與平定戴潮春事件。
1877年，長期擔任該職務的白鸞卿卒於任。

## 外部連結
- 白鸞卿留下之匾額

| 官衔          | 官衔                        | 官衔          |
| ------------- | --------------------------- | ------------- |
| 前任： 于湘蘭 | 台灣府台灣縣知縣 1860年上任 | 繼任： 章覲文 |
| 前任： 張傳敬 | 台灣府台灣縣知縣 1866年上任 | 繼任： 孫壽銘 |